# Große Urja
Die Große Urja (russisch Большая Уря, Bolschaja Urja) ist ein 116 km langer linker Nebenfluss des Kan, einem rechten Nebenfluss des Jenissei, in der Region Krasnojarsk im Süden von Mittelsibirien.

## Verlauf
Die Große Urja entspringt nördlich vom Ostsajan bei Werchnjaja Urja, 135 km ostsüdöstlich von Krasnojarsk, auf einer Höhe von etwa 315 m. Sie fließt nach Nordosten, später wendet sie sich nach Norden. Dabei durchquert der Fluss eine niedrige Hügellandschaft mit zahlreichen Agrarflächen. Bei der Ortschaft Bolschaja Urja kreuzt die Fernstraße R255 (Krasnojarsk–Irkutsk) den Flusslauf. Etwa 9 Kilometer oberhalb der Mündung nahe den Ortschaften Krasny Majak und Filimonowo kreuzt die Transsibirische Eisenbahn die Große Urja. Diese mündet schließlich auf einer Höhe von 189 m 18 km westlich von Kansk in den nach Westen strömenden Kan.

## Hydrologie
Die Große Urja entwässert ein Areal von 1360 km². Der mittlere Abfluss (MQ) am Pegel Malaja Urja, 29 km oberhalb der Mündung, beträgt 1,69 m³/s. Die größten monatlichen Abflüsse treten gewöhnlich während der Schneeschmelze im April und im Mai auf, mit Mittelwerten von 10,98 bzw. 3,67 m³/s.